# Macondo (Angola)
Macondo ist eine Ortschaft und ein gleichnamiger Kreis (Município) im äußersten Osten Angolas. Macondo gehört zur Provinz Moxico Leste.